# Чеканица
Античната и средновековна крепост Чеканица е военно-архитектурно съоръжение, разположено югозападно от Ботевград, от което са останали само археологически руини.

## География
Укреплението е построено върху билото на рида Чеканица на надморска височина от около 650 м.

## История

### Трако-римски период
Според археологическите и историческите проучвания следите от човешко присъствие в землището на днешния Ботевград датират още от петото хилядолетие преди новата ера. Известно е, че западно от града е имало тракийско селище. Открити са находки, които свидетелстват за гъсто заселване на тракийско население. Това са каменни и бронзови оръдия на труда, оръжия, останки от крепости, надгробни могили и некрополи. Намерени са останки от старо тракийско и римско градище, на около 1 км западно от днешния град. През 60-те години, е и открита голяма глинена делва за съхранение на зърно. Тя е един от ценните експонати в Общинския исторически музей. По време на римското нашествие през II – IV век, траките от племето трибали строят отбранителни съоръжения около пътя към Сердика включително и тук през тесния планински проход. Укреплението на Чеканица е силно разрушено, но се забелязват останки от зидове. Градежът им е от суха зидария и местен ломен камък. Важността на пътя през планината за Сердика се потвърждава и от значително по-късен запазен надпис в местността „Рибни вир“, който датира от 70-те години на IV век. Надписът гласи: 
| „ | На нашите господари Валентиниан, Валент и Грациан победители и триумфатори винаги свещени. | “ |